# 湯尼·康尼格里亞羅
安東尼·理查·康尼格里亞羅（英語：Anthony Richard Conigliaro，1945年1月7日—1990年2月24日），綽號「Tony C」和「Conig」，為美國職棒大聯盟的外野手。生涯曾效力過紅襪與天使。康尼格里亞羅年僅19歲便登上大聯盟，並敲出了24轟，目前仍是大聯盟單季最多轟的青少年選手。1967年，年僅22歲的康尼格里亞羅因為一次觸身球擊中眼睛，造成職業生涯急遽縮短。儘管之後東山再起，但已無法回復到年輕時的身手。

## 職業生涯
1962年，17歲的康尼格里亞羅便與紅襪隊簽約。隔年他在小聯盟繳出3成63的打擊率外帶24轟的好表現，讓球隊在1964年便將他升上大聯盟。他在初登板的首打席便敲出了大聯盟首轟。整年他出賽111場比賽，打擊率為2成90，並敲出24轟。
1965年，他以單季32轟拿下美聯全壘打王，也是美聯有史以來最年輕的全壘打王。1967年，22歲的康尼格里亞羅便以入選明星賽，成為當時最年輕入選明星賽的選手。該年他還達成了生涯百轟，成為美聯史上最年輕達成此成就的選手。
然而好景不長，1967年8月18日，康尼格里亞羅在比賽中上場打擊時被天使投手Jack Hamilton的觸身球擊中臉部。這顆球直擊他的顴骨，並連帶影響到他的左視網膜。
在休息一年之後，康尼格里亞羅於1969年回到賽場上。他以單季20轟與82分打點的表現拿下美聯年度東山再起獎。1970年，他將單季全壘打數提升至36支。1971年，他加入了天使隊，不過由於視力受損，因此他很快便消失在了大聯盟的舞台。1975年，他以指定打擊的身分重返紅襪隊，不過他終究敵不過視力退化而宣布退休。
康尼格里亞羅生涯打擊率為2成64，一共累積166支全壘打和516分打點。目前他仍然保有最年輕的全壘打王頭銜，也是繼密爾·歐特後，最年輕達成生涯百轟的選手。

## 晚年與逝世
退休後，康尼格里亞羅加入了WJAR電視台擔任球評。隔年他跳槽到了位於舊金山的KGO-TV電視台，且一樣擔任球評。
1982年1月初，康尼格里亞羅在進行播報工作時突然心臟病發，後來又因為中風昏迷。這次中風對他的腦部已經引起永久性的傷害。1990年2月，年僅45歲的康尼格里亞羅因為肺炎和腎功能衰竭去世。那年紅襪隊為了紀念他，整個球季都在球員的球衣衣袖上貼上黑色臂章，後來他被葬在麻州。
在他去世後，聯盟創立了湯尼·康尼格里亞羅獎，給予其他一樣經歷過且克服生命阻礙的的球員。

## 外部連結
- 球員資訊和成績在MLB ，ESPN ，Retrosheet ，Baseball Reference ，Baseball Reference (Minors) ，Fangraphs ，The Baseball Cube ，Baseball Almanac （英文）
- 湯尼·康尼格里亞羅在台灣棒球維基館上的頁面（繁體中文）